# Spinomantis peraccae

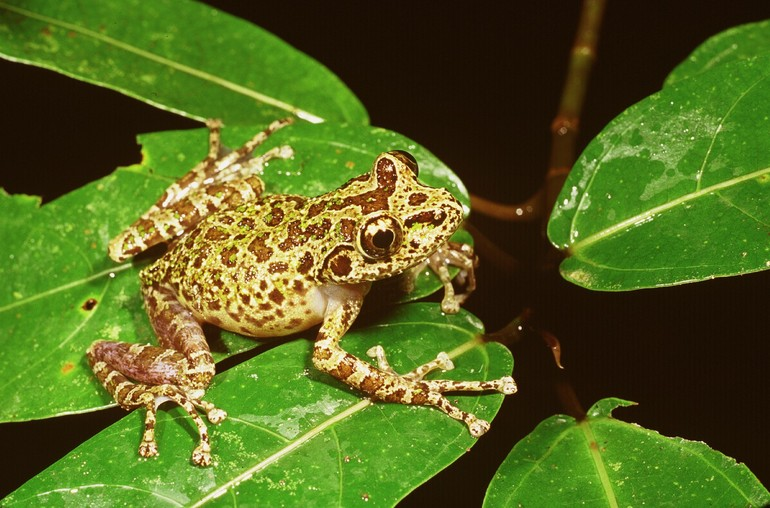
Olivbraunes Exemplar

Vorkommen auf Madagaskar 2008

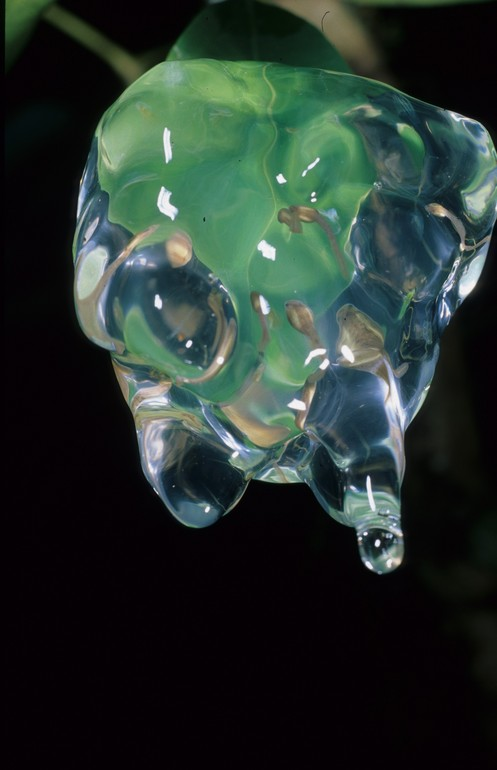
Abtropfender Froschlaich

Spinomantis peraccae ist eine endemisch auf Madagaskar vorkommende Froschlurchart (Anura) aus der Familie der Madagaskarfrösche (Mantellidae). Der Artname ehrt den italienischen Herpetologen Mario Giacinto Peracca. Im englischen Sprachgebrauch wird die Art deshalb als Peracca's Madagascar Frog bezeichnet.

## Merkmale
Die Kopf-Rumpf-Länge von Spinomantis peraccae variiert von 34 bis zu 44 Millimetern. Der Rücken ist hellbraun, rötlich braun oder olivbraun gefärbt, zeigt eine unregelmäßige schwarzbraune Fleckenzeichnung und eine leicht körnige Struktur. Die dunklen Flecke sind zuweilen dünn weißlich umrandet. Zipfel- und fransenförmige Hautanhänge fehlen. Das Trommelfell ist deutlich sichtbar. Die Bauchseite ist cremefarben und leicht schwärzlich punktiert. Die Spitzen von Fingern und Zehen sind stark vergrößert, Schwimmhäute zwischen den Zehen sind rudimentär.

## Ähnliche Arten
- Spinomantis massi unterscheidet sich durch die deutlich sichtbaren zipfel- und fransenförmige Hautanhänge.
- Spinomantis elegans besitzt eine sehr glatte Haut und ist mit einer Kopf-Rumpf-Länge von 50 bis 60 Millimetern größer als Spinomantis peraccae.

## Verbreitung und Lebensraum
Spinomantis peraccae ist auf Madagaskar endemisch. Das Verbreitungsgebiet erstreckt sich über den Ostteil der Insel. Die Art besiedelt bevorzugt Regenwälder in Höhenlagen zwischen 500 und 2000 Metern.

## Lebensweise
Spinomantis peraccae ist eine baumbewohnende Art. Mit den großen Spitzen der Finger und Zehen klettert sie hervorragend durch die Vegetation. Die Eier werden auf Blättern, die über ein Gewässer ragen, abgelegt. Die schlüpfenden Kaulquappen fallen von dort ins Wasser, wo die weitere Entwicklung erfolgt. Bevorzugt werden langsam fließende Bäche.

## Gefährdung
In ihren Verbreitungsgebieten ist Spinomantis peraccae nicht selten und wird demzufolge von der Weltnaturschutzorganisation IUCN als „least concern = nicht gefährdet“ geführt. Zukünftig könnte der Lebensraum der Art durch Entwaldung, verstärkte Landwirtschaft oder Beweidung sowie durch Straßenbau und Urbanisierung eingeschränkt werden.